# Małochwiej Mały
Małochwiej Mały – wieś w Polsce położona w województwie lubelskim, w powiecie krasnostawskim, w gminie Krasnystaw.
W latach 1975–1998 miejscowość administracyjnie należała do województwa chełmskiego.
Obok miejscowości przepływa Wojsławka, niewielka rzeka dorzecza Wieprza. 
Wieś stanowi sołectwo gminy Krasnystaw. Według Narodowego Spisu Powszechnego (III 2011 r.) wieś liczyła 298 mieszkańców. 
Wierni Kościoła rzymskokatolickiego należą do parafii św. Franciszka Ksawerego w Krasnymstawie.

## Historia
Wieś notowana w początkach XV wieku, w roku 1419 pod nazwą „Malochphyeow”, w 1502 iuncta villas „Malocheyow”, 1564 „Malochwieiow”. Małochwiej w roku 1885 
Według Słownika geograficznego Królestwa Polskiego z roku 1885 Małochwiej, wieś w powiecie krasnostawskim, gminie i parafii Krasnystaw, posiadał szkołę początkową 1. klasową ogólną. Według spisu miast, wsi, osad Królestwa Polskiego z 1827 roku była to wieś rządowa z 31. domami oraz 207. mieszkańcami.
Wsie Małochwiej Duży i Małochwiej Mały notowane są jako odrębne byty osadnicze w spisie gromad z roku 1952 .